# Maria Fisker
Maria Fisker Stokholm (ur. 3 października 1990 w Favrskov), duńska piłkarka ręczna, reprezentantka kraju grająca na pozycji lewoskrzydłowej. W reprezentacji zadebiutowała w 2010 r. Brązowa medalistka mistrzostw Świata 2013. Obecnie występuje w duńskiej lidze, w drużynie Viborg HK.

## Sukcesy

### reprezentacyjne
- Mistrzostwa Świata:
  -  2013

### klubowe
- Liga Mistrzyń:
  -  (2x) 2009, 2016
- Mistrzostwa Danii:
  -  (2x) 2008, 2009
  -  (4x) 2007, 2010, 2011, 2012
- Puchar Danii:
  -  (4x) 2007, 2008, 2012, 2014
- Puchar EHF:
  -  (1x) 2010
- Superpuchar Danii:
  -  (1x) 2011

## Nagrody indywidualne
- 2013 – najlepsza lewoskrzydłowa Mistrzostw Świata 2013
- 2014 – najlepsza lewoskrzydłowa Mistrzostw Europy (Węgry i Chorwacja)